# Иринарх Ростовский

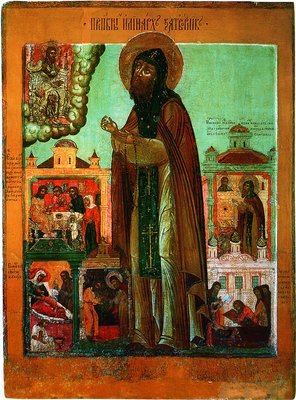
Икона «Иринарх, затворник Борисоглебский, с житием». Конец XVII — начало XVIII века

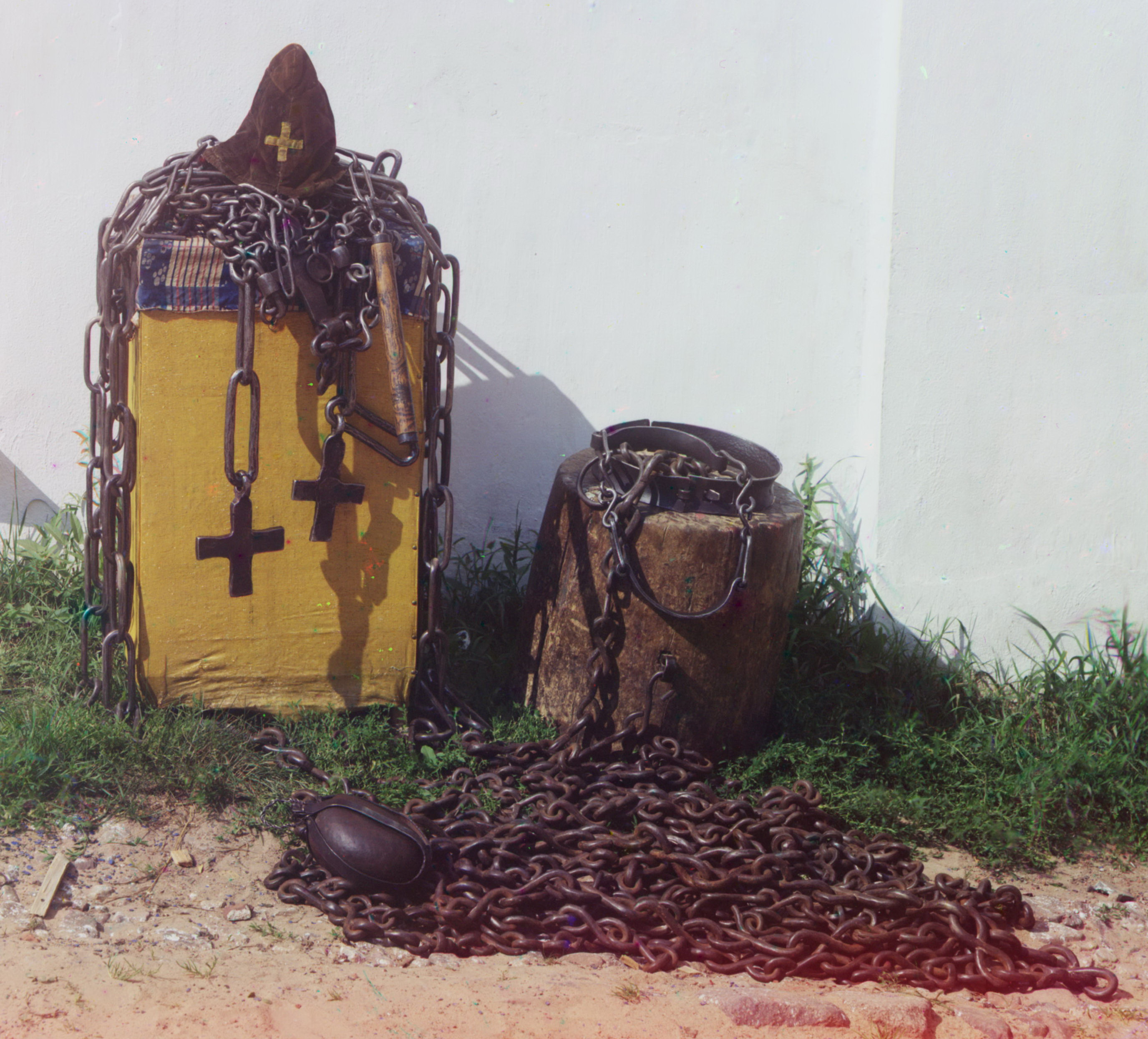
Шапочка, плеть и вериги преподобного Иринарха

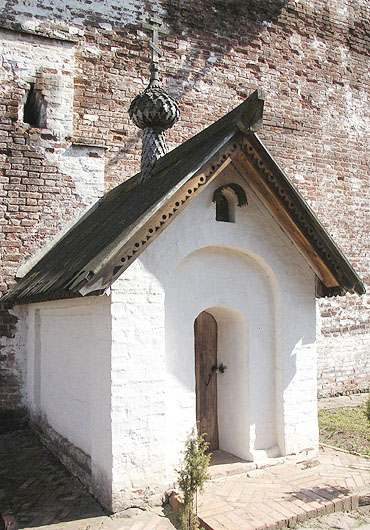
Келья преподобного Иринарха

Ирина́рх Росто́вский (Иринарх Борисогле́бский, Иринарх Затво́рник, в миру Илья́ Акиндинович; 1548, село Кондаково Ростовского уезда (ныне Ростовский район Ярославской области — 13 января 1616) — преподобный Русской церкви, затворник Ростовского Борисоглебского монастыря на Устье. Память совершается в Православной церкви 13 (26) января и 23 мая (5 июня) в собор Ростовских святых.

## Житие
Преподобный Иринарх, затворник Ростовский, родился в крестьянской семье в селе Кондаково Ростовского уезда Замосковного края. До тридцати лет занимался торговлей, затем принял монашеский постриг в Ростовском Борисоглебском монастыре. В нём он обрёк себя на суровое затворничество, и более 30 лет он не снимал вериг. Из-за конфликта с игуменом, назначавшим непосильные послушания, Иринарх вынужден был на один год оставить Борисоглебский монастырь и жил в Авраамиевом Богоявленском монастыре, где был назначен келарем. Затем Иринарх вернулся в родной монастырь и продолжил свои аскетические и духовные подвиги.
За благословением к Иринарху приезжали многие видные деятели Руси того времени. Михаил Скопин-Шуйский посылал за благословением в 1609 году, Иринарх благословил его просфорой, крестом и наказал: «Дерзай, и Бог поможет тебе!». Организаторы народного ополчения Дмитрий Пожарский и Кузьма Минин приезжали к нему сами.
Ещё при жизни Иринарх нашёл преданного ученика, инока Александра, который и написал житие своего учителя. Незадолго до смерти Иринарх призвал своих учеников Александра и Корнилия и, дав им последние наставления, умер.
Мощи святого Иринарха находятся в Ростовском Борисоглебском монастыре. После смерти Иринарха «осталось 142 медных креста, семь наплечных вериг, цепь в 20 сажен, которую он носил на шее, железные ножные путы, восемнадцать ручных оков, „связни“, которые он носил на поясе, весом в пуд, и железная палка, которой он избивал своё тело и прогонял бесов». Эти предметы почитаются как реликвии, им приписываются случаи чудотворения.
С 1997 года ежегодно перед днём памяти пророка Илии совершается пеший крестный ход из Борисоглебского монастыря к источнику преподобного Иринарха на его родине близ села Кондакова, в 40 км от монастыря; во время крестного хода паломники по очереди несут на себе вериги преподобного.